# Świetlik błękitny
Świetlik błękitny (Euphrasia coerulea Hoppe & Fürnr.) – gatunek rośliny należący do rodziny zarazowatych. Roślina pasożytnicza, zaliczana do półpasożytów, zdolna do przeprowadzania fotosyntezy i przeżycia bez żywiciela. W Polsce jest gatunkiem rzadkim; rośnie głównie w Sudetach i Karpatach.

## Morfologia
ŁodygaNiegałęzista, z nielicznymi międzywęźlami, dłuższymi od liści.
LiścieTępe, z tępymi ząbkami, pokryte krótkimi szczecinkami. Liście górne i przysadki jajowate lub eliptyczne.
KwiatyKorona kwiatu niebieskolila, długości 5-8 mm. Warga dolna z żółtą plamką i ciemnymi prążkami. Gardziel i rurka biaława. Szyjka słupka odgięta w dół.
OwocTorebka pokryta delikatnymi, prostymi szczecinkami.

## Biologia i ekologia
Roślina jednoroczna. Rośnie na wilgotnych łąkach. Kwitnie od kwietnia do czerwca.

## Ochrona
Roślina umieszczona na Czerwonej liście roślin i grzybów Polski (2006), w grupie gatunków rzadkich (kategoria zagrożenia R).